# Мадонна із чотками (Караваджо)
«Мадо́нна із чо́тками», або «Мадо́нна дель Роза́ріо» (італ. Madonna del Rosario) — картина італійського живописця Мікеланджело Мерізі, відомого як Караваджо (1573—1610), представника доби бароко. Створена близько 1607 року. Зберігається у Музеї історії мистецтв у Відні (інв. №GG 147). 
Картина походить із колекції імператора Йосифа II, яку він придбав для галереї у 1781 році.

## Історія
26 травня 1606 року у Римі Караваджо у бійці вбив Рануччо Томассоні да Терні, свого противника зі гри в м'яча. Тому художник був вимушений залишити Рим; того ж року він перебрався до Неаполю. Караваджо не відчував нестачі у покровителях; зокрема притулок йому надав Луїджі Карафа, син герцога Мандрагоне і Джованни Колонни, сестри кардинала Асканіо, який, ймовірно, і зробив замовлення художнику. 
Картина призначалася для вівтаря сімейної каплиці домініканської церкви і ознаменувала новий етап у живописі художника. Втім, вівтарна картина ніколи не була встановлена у каплиці. Після завершення картини у Караваджо виник конфлікт із монахами-домініканцями, які впізнавали у зображених персонажах самих себе, що не відповідало традиційним уявленням про релігійний живопис. Контрасти світлотіні Караваджо використав для підкресленої, об'ємної матеріальної передачі форми, але самі прийоми зображення притаманні більш ранній манері письма художника. 
У 1607 році художник із Брюгге Людовік Фунсоніус купив картину за 400 дукатів і надіслав її до Антверпена, де художнє товариство, до якого належали Пітер Пауль Рубенс, Ян Брейгель старший і Гендрік ван Бален, придбало його за 1800 гульденів для домініканського собору. У 1781 році король Австро-Угорщини Йосиф II викупив її у монахів для імператорської галереї.

## Опис

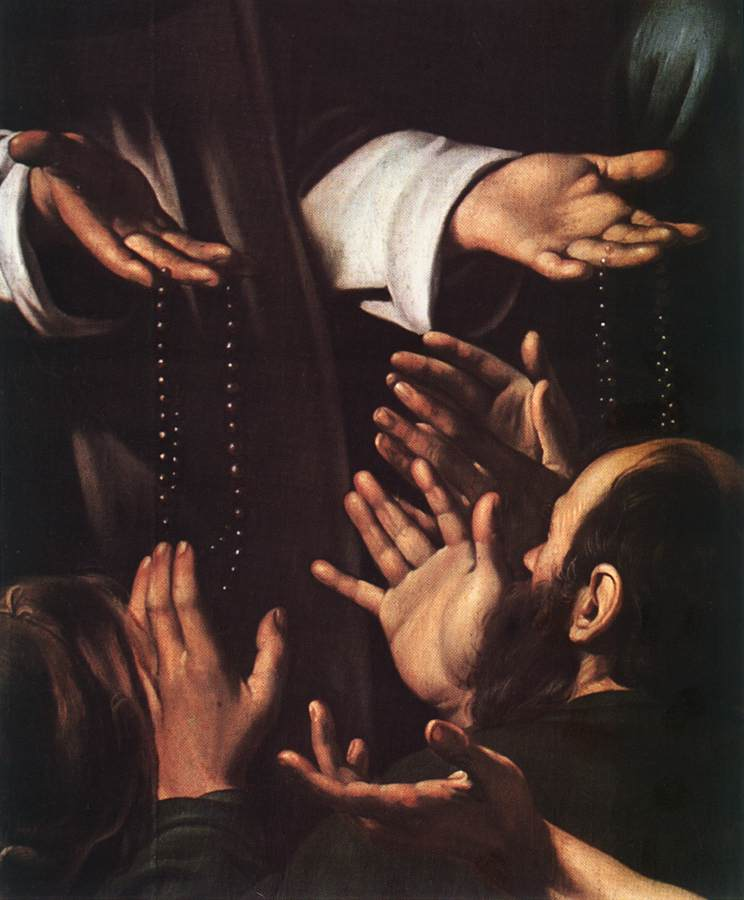
Деталь

Багато картин Караваджо були зняті з вівтарів, оскільки вважались непристойними або підозрілими з точки зору теологічної доктрини. Картина побудована у дусі театральної вистави, де сцена розгортається під багатою і важкою червоною завісою, на якій зображена Мадонна із немовлям,що являється святому Домініку, що тримає у руках розарій, традиційні католицькі чотки, та Петру-мученику праворуч. Святий мученик Петро, домініканський монах, часто зображується із вбитим у голову мечем. Відомий передусім своєю боротьбою із єретиками, був вбитий послідовниками катарійської єресі, у яких було конфісковане майно. З лівого краю в чорному одязі з білою фрезою зображений Маркантоніо II Колонна, знаменитий предок замовника картини. 
Діва Марія і немовля освячені джерелом світла, що знаходиться ліворуч. Яскрава характеристика естетики Караваджо — саме близькість до правдивості зображення персонажів, віддаляючись від канонів маньєризму, виглядають, ніби портрети написані з натури.
Караваджо приділив особливу увагу зображенню рук персонажів, маючи у своєму арсеналі особливу мову жестів, яка пізніше з'явиться на полотнах Дієго Веласкеса та Жоржа де Латура. У складній та напруженій грі рук люди тягнуться до святого Домініка, який тримає чотки. Це хвилювання та сум'яття зображене головним чином за допомогою світла, яке визначає форму і виходить за межі реалістичних відмінних ознак, стаючи сильним експресивним елементом. У той час, коли люди дивляться на святого Домініка, віруючий, який стоїть перед вівтарем, переживає втілення божественного милосердя в земній дійсності: його погляд направлений на Христа, джерело спасіння — немовля Ісус знаходиться точно по центральній осі картини — і, відповідно до контрреформаційного поняття про доброго католика, на Діву Марію і святого Домініка, благодійників і заступників.